# Mouvement pan-orthodoxe
 (novembre 2018).
Si vous disposez d'ouvrages ou d'articles de référence ou si vous connaissez des sites web de qualité traitant du thème abordé ici, merci de compléter l'article en donnant les références utiles à sa vérifiabilité et en les liant à la section « Notes et références ».
Le mouvement pan-orthodoxe comprend des chrétiens orthodoxes de différents pays et a pour objet le développement de relations inter-orthodoxes.[réf. nécessaire]

## Conférences panorthodoxes
Une collaboration officielle des patriarches et hiérarques de toutes les Églises orthodoxes, a lieu au sein des conférences panorthodoxes, qui se déroulent généralement sous la présidence du représentant du patriarcat œcuménique. Après des débuts dans l'entre-deux-Guerres, la première conférence panorthodoxe s'est tenue en 1961 sur l’île de Rhodes. L'Objectif étant le concile panorthodoxe.

## Organisations pan-orthodoxes au niveau international
A l'échelon international on peut citer comme exemple l' IOCC – regroupement d'œuvres internationales de charité orthodoxes. Dans le domaine de la Jeunesse il faut citer  Syndesmos – la Fraternité mondiale de la jeunesse orthodoxe.

## Organisations en France
- Assemblée des évêques orthodoxes de France
- Institut de théologie orthodoxe Saint-Serge

## Organisation en Suisse
En Suisse diverses paroisses orthodoxes ont créé, le 28 novembre 2006 à Zurich, la « communauté de travail des Églises Orthodoxes en Suisse » (AGOK), pour permettre les 140 000 fidèles orthodoxes vivant en Suisse.
Les évêques canoniques ont établi ensuite l'Assemblée des évêques orthodoxes de Suisse

## Organisation au Liechtenstein
Alors que la communauté orthodoxe au Liechtenstein est presque symbolique (475 fidèles[Quand ?]), la coopération pan-orthodoxe y est l'une des premières de la région à avoir abouti a une institutionnalisation en 1996. Il s'agit de l'« Union des Chrétiens Orthodoxes du Liechtenstein » établie conformément au droit liechtensteinois, avec la bénédiction de toutes les juridictions canoniques orthodoxes concernées, qui ont salué son caractère exemplaire à l'échelon mondial. 